# Saison 4 de Fais pas ci, fais pas ça
 (juillet 2023).
Si vous disposez d'ouvrages ou d'articles de référence ou si vous connaissez des sites web de qualité traitant du thème abordé ici, merci de compléter l'article en donnant les références utiles à sa vérifiabilité et en les liant à la section « Notes et références ».
Chronologie
Saison 3 Saison 5
Cet article présente la quatrième saison de la série télévisée Fais pas ci, fais pas ça, diffusée entre le 16 novembre 2011 et le 7 décembre 2011 sur France 2.

## Résumé de la saison

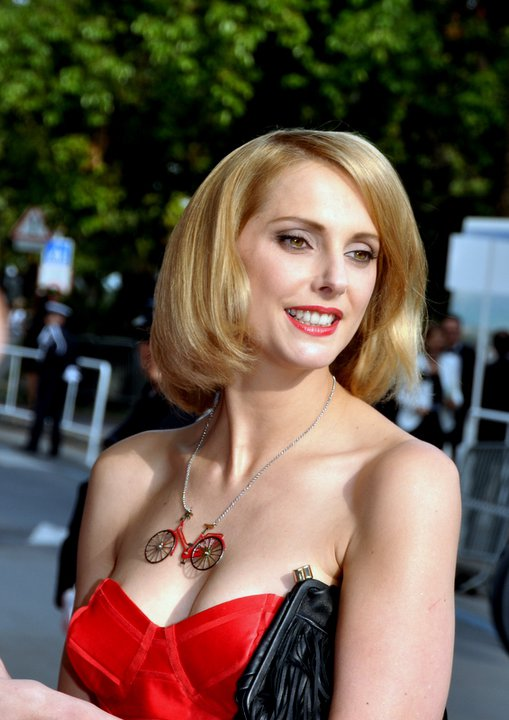
Frédérique Bel, interprète de Tatiana Lenoir.

Au cours de cette quatrième saison, certains des personnages principaux évoluent professionnellement. Fabienne Lepic s'engage en politique à l'occasion des élections municipales : placée en fin de liste, elle parvient néanmoins à être élue et devient adjointe au maire. Dans les saisons précédentes, Denis Bouley était au chômage alors que son épouse réussissait professionnellement. La situation est désormais inversée : Denis fait de bonnes affaires avec son activité de « coaching » et Valérie Bouley tente de changer de voie en devenant traiteur. Christophe et Tiphaine se séparent momentanément et Christophe manque de s'engager dans l'armée.
Plusieurs nouveaux personnages font leur apparition : Chris Lenoir, manager de football interprété par Anthony Kavanagh et Tatiana, son épouse évaporée, jouée par Frédérique Bel ; Jean-Pierre Bouley, frère encombrant de Denis, joué par François-Xavier Demaison ; Solange, la sœur de Fabienne Lepic, interprétée par Corinne Masiero.

## Épisodes

### Épisode 1:Le Nouveau Voisin
- France : 16 novembre 2011 sur France 2

### Épisode 2:Votez Lepic!
- France : 16 novembre 2011 sur France 2

### Épisode 3:Les Limites et les Bornes
- France : 23 novembre 2011 sur France 2

### Épisode 4:Parfois les gens changent
- France : 23 novembre 2011 sur France 2

- Patrick Bruel (lui-même)
- André Manoukian (l'ex-mari de Valérie)

### Épisode 5:Qui a envie d'être aimé?
- France : 30 novembre 2011 sur France 2

- François-Xavier Demaison (Jean-Pierre Bouley,  frère de Denis)

### Épisode 6:Emmerdements durables
- France : 30 novembre 2011 sur France 2

### Épisode 7:20 ans déjà!
- France : 7 décembre 2011 sur France 2

- Isabelle Nanty (Christiane Potin)
- Corinne Masiero (Solange, la sœur de Fabienne)

### Épisode 8:Engagez-vous!!
- France : 7 décembre 2011 sur France 2

- Isabelle Nanty (Christiane Potin)